# ناگووویتسه
ناگووویتسه (به لاتین: Nagłowice) یک روستا در لهستان است که در گمینا ناگووویتسه واقع شده‌است. ناگووویتسه ۹۵۰ نفر جمعیت دارد.